# Ernest Hiley
Sir Ernest Varvill Hiley (1868 – 1949) foi um parlamentar conservador por Birmingham Duddeston.
Originalmente um advogado, ele foi secretário municipal de Leicester e Birmingham. Ele foi nomeado cavaleiro em 1917.
Ele foi eleito membro do parlamento em 1922, mas deixou o cargo em 1923, um mandato extraordinariamente curto.
Mais tarde, ele serviu em duas Comissões Reais.